# Susan Johnson (bispa)
Susan Christine Johnson (c. 1958/9) é uma clériga luterana que serviu como Bispa Nacional da Igreja Evangélica Luterana no Canadá (ELCIC) a partir de 2007. Ela foi a primeira mulher a ocupar o cargo.
Em 2024, Johnson confirmou que ia se aposentar ao fim do seu quarto mandato, deixando assim a posição de Bispo Nacional na Convenção Nacional da ELCIC de 2025; seu sucessor será instalado em 1 de setembro de 2025.

## Biografia
Nascida em Saskatoon, Saskatchewan, Susan Johnson é filha do Rev. Donald e Lois Johnson e vem de uma longa linhagem de pastores de ambos os lados da família.
Johnson era Assistente do Bispo do Sínodo Oriental desde 1994 e serviu de 2001 a 2005 como Vice-Presidente da ELCIC. Ela também foi consultora do Conselho da Federação Luterana Mundial (FLM), desde 1998, membro do Comitê Regional Norte-Americano da FLM desde 2005, na Força-Tarefa de Desenvolvimento de Liderança de 2005 a 2006 e em diversos conselhos e comitês, tanto ao nível nacional quanto sinodal. Em 2003, ela ficou em segundo lugar, atrás do Rev. Mark S. Hanson, bispo presidente da Igreja Evangélica Luterana na América, na eleição para presidente da FLM.

### Bispa Nacional
Johnson foi eleita na sexta votação durante a Décima Primeira Convenção Nacional Bienal da ELCIC como a nova Bispa Nacional, para suceder o Bispo Raymond Schultz, em 22 de junho de 2007. Ela tinha 49 anos.
Sua ordenação, consagração e cerimônia de instalação foram realizadas na Igreja Luterana da Cruz em Winnipeg, Manitoba, em 29 de setembro de 2007. O bispo emérito Raymond L. Schultz presidiu a cerimônia, que também contou com a presença de bispos da Igreja Anglicana no Canadá, incluindo o Arcebispo Fred Hiltz, pregador do culto. Foi reeleita nas convenções seguintes. Em 12 de julho de 2019, a Rev. Johnson foi reeleita para um quarto mandato de quatro anos como Bispo Nacional.
Em 2013, enquanto vice-presidente da FLM para a América do Norte, a bispa fez parte da delegação luterana mundial que se encontrou com o Papa Francisco no Vaticano.
Dentro do Conselho Mundial de Igrejas, Johnson faz parte dos comitês central e executivo desde 2022, além de moderadora do Comitê de Questões Públicas do CMI, membro do Grupo de Referência de Justiça de Gênero do CMI e embaixadora do Thursdays in Black, campanha pelo fim da violência contra as mulheres.

Após a Convenção Nacional de 2017, Johnson e a Igreja enviaram uma mensagem de apoio e boa vontade aos muçulmanos canadenses. No mesmo ano, tinha apoiado a campanha “Acabemos com a Fome Juntos”, a enfrentar a crise alimentar em vários países africanos. Segundo ela, 
“Visitei algumas dessas regiões e vi em primeira mão os efeitos devastadores da falta de chuva, da erosão do solo e da escassez de sistemas de irrigação adequados. É importante que ajudemos nossos irmãos e irmãs respondendo generosamente a este apelo.”
A bispa Johnson recebeu em 2019 um Doutorado honoris causa em Divindade da Atlantic School of Theology (AST), de Halifax (Nova Escócia).
Em 2020, a Bispa Nacional reintegrou o Rev. Ralph Wushke, que foi exilado da Igreja Luterana em 1988 por ser gay; ele foi readmitido na Primeira Igreja Luterana de Toronto em uma cerimônia em 28 de janeiro. Johnson disse na ocasião: “Não tenho certeza se vou conseguir passar por isso sem chorar.”
Ainda em 2020, Johnson, pela ELCIC, escreveu com os primazes, Michael Curry, da Igreja Episcopal, Elizabeth Eaton, da Igreja Evangélica Luterana na América, e Linda Nicholls, da Igreja Anglicana do Canadá, as devoções ecumênicas do Tempo da Criação, a celebração cristã anual de oração e ação pela casa comum.
Em 2021, ela publicou uma edição revisada e ampliada de "Orando o Catecismo". Originalmente escrita por seu pai, esta nova edição inclui linguagem atualizada, novas orações diárias e exemplos contemporâneos de questões de inclusão, justiça e paz, e da crise climática.
Durante uma convenção especial em 2023, Johnson compartilhou um relatório, lembrando que quando foi eleita bispa, o número de membros da ELCIC era de 160 mil; naquele momento, o número havia caído pela metade. Ela repetiu o Pedido de Desculpas à comunidade 2SLGBTQIA+ que havia apresentado na Convenção online do ano anterior. Por sua recomendação, a Convenção aprovou uma resolução para que a ELCIC adotasse o pedido de desculpas como igreja inteira.
Ela escreveu em 2024 uma carta pastoral para a igreja e a comunidade 2SLGBTQIA+, na qual expressa a defesa da dignidade de todas as pessoas dentro da ELCIC.

Em outubro de 2024, Johnson assinou com a arcebispa Anne Germond, primaz em exercício da Igreja Anglicana no Canadá, uma carta ao primeiro-ministro Justin Trudeau, pedindo pela paz no Oriente Médio e condenando a abstenção do Canadá na moção das Nações Unidas que pedia a Israel que encerrasse sua "presença ilegal" na Faixa de Gaza e na Cisjordânia ocupada. Johnson e Germond também compartilharam uma declaração em abril de 2025, após o atentado a bomba ao hospital anglicano Al-Ahli na Cidade de Gaza.